# Північна синагога
Північна синагога — юдейська синагога в Херсоні. Не збереглася.

## Історія
Перебувала на розі вулиць 3-ї Форштадтської (нині Бориса Мозолевського) та Потьомкінської (нині Михайла Грушевського), будівля не збереглася.
Відвідуваність на початку XX століття — 2000 чоловік.
Згідно з актом № 22 від 9 травня 1922 року, з власності синагоги до 23 травня 1922 було вилучено коштовностей 5 фунтів 30 золотників (2 кг 175 г: корона; келих; блюдце та срібна ложка).